# Релевская духовная семинария
Релевская духовная семинария (серб. Рељевска богословија, духовная семинария в Релеве, серб. Богословија у Рељеву) — бывшая православная семинария Сербской православной церкви. Освящение краеугольного камня здания было произведено 19 мая 1883 года. В том же году, в июне, правительство издало «Устав для восточно-православной священнической семинарии в Сараеве». Устав предусматривал, восьмилетнее обучение. Помимо богословских, здесь предполагалось изучение светских предметов, а в конце года были предусмотрены экзамены. План восьмиклассной семинарии не был реализован в силу обстоятельств и нехватки преподавательского состава.

## История
Поскольку Боснийско-Баньялукская духовная школа, открытая в 1866 году, где директором и единственным учителем был Васа Пелагич, перестала действовать в 1875 году, как и семинария в Житомисличском монастыре (1868—1872) закрылась за три года до того, благодаря усилиям архимандрита Саввы (Косановича) в 1882 году в Сараеве была открыта семинария — Восточно-православная богословская семинария (серб. Источно-православно богословско сјемениште), а через два года она была переведена в Релево, в поместье Саввы.
Новое здание в Релеве и дома для учителей были построены весной 1884 года. Правительство потратило 60 000 форинтов на новое здание. Переселение студентов проходило с 3 по 15 мая. В тот же день, когда была открыта семинария, был освящен фундамент школьной часовни во имя святителя Николая, построенной на личные средства бароном Фёдором Николичем, тайным правительственным советником. Здание Релевской духовной семинарии с храмом находилось на северо-восточном конце Сараевского поля, на левом берегу реки Босны, примерно в двадцати метрах от неё. Место было влажным, поэтому появилось много болезней: сыпной тиф, лихорадка, различные катары и сухость во рту.
В самом начале работы семинарии митрополит Савва вступил в конфликт с властями. Государство поддерживало школу и устанавливало правила, поэтому оно использовало это, чтобы назначать людей, лояльных себе, без ведома митрополита. С учебниками тоже была проблема. Митрополит хотел закупить учебники в Белграде, а правительство потребовало, чтобы семинария использовала учебники, которые использовались в православных семинариях Австро-Венгрии. Из-за государственного контроля были большие проблемы с получением книг из-за границы.
Митрополит Савва заботился о семинарии в течение трёх лет. Уже в 1885 году ему пришлось под давлением уйти в отставку. Власти не разрешили ему остаться в Боснии, а навязали ему в качестве места жительства Вену. Несмотря на то, что он был вынужден жить за пределами Боснии и, что у него не было возможности посещать семинарию до конца жизни, он постоянно интересовался её судьбой. Так, в долгом путешествии по Синаю он вспомнил о семинарии и прислал ей пакет семян местных фруктов и овощей, чтобы посеять на территории школы, ради обучения студентов. Он попросил, чтобы над аллеей было написано: «Синайская зелень, овощи и фрукты».
После десяти лет работы, благодаря усилиям митрополита Дабросанского Георгия (Николаевича), была проведена реконструкция Релевской духовной семинарии. Реконструкция была одобрена правительством 21 июня 1892 года. Помимо изменения названия института на «Восточно-православное богословское училище» (серб. Источно-православно богословско училиште), суть реформы заключалась в том, что в училище принимались кандидаты, окончившие среднюю школу; отклонения могли быть только при отсутствии таких кандидатов. Таким образом, со временем семинария получит звание факультета. Но остался интернатный образ жизни. Занятия длились четыре года и велись на сербском языке. По учебному плану 1892 года преподавалось 16 предметов по 66 уроков в неделю.
Первый класс обновленной семинарии был открыт в 1892/1893 учебном году, а последний класс по старому учебному плану закончился в 1895/1896 учебном году. Количество студентов колебалось, большей частью, от 40 до 50, а в 1901/1902 гоцы никто не поступил в первый класс, а в 1904/1905 годы набрано 15 студентов, а в 1905/1906 — 18 студентов. В том году было семь профессоров, среди них три доктора богословия: Томо Попович, доктор философии, Симо Попович, доктор философии, Васо Зрнич, доктор философии, и Никола Круль, доктор философии (впоследствии митрополит Нектарий).
В 1909 году было внесено новое изменение в учебную программу и организацию института. В школу зачислялись кандидаты с более широким общим образованием. Количество еженедельных занятий было увеличено с 66 до 94. Некоторые предметы были разделены, и вместо прежних 16 было введено 26 предметов. Экзамены делились на очередные и внеочередные. Очередные экзамены были сданы в конце июня, внеочередные контрольные экзамены и контрольные экзамены по одному предмету — в начале учебного года. Контрольные экзамены по двум предметам сдавали в первой половине следующего учебного года. Занятия начинались в начале сентября, заканчивались в конце июня и проводились до полудня. Во второй половине дня были занятия по церковному пению и литургии, а также практические занятия по сельскохозяйственным работам.
С 1909 года семинария официально стала именоваться Сербско-православным богословским училищем (серб. Српско-православно богословско училиште), и это название сохранилось даже в Первую мировую войну.
Национальное правительство не доверяло богословам, поэтому внимательно следило за их работой. Несмотря на государственный надзор за школой, богословы всякий раз, когда у них была возможность, публично выражали своё несогласие с оккупацией Боснии и Герцеговины. Один из таких случаев произошёл, когда Петар Кочич из-за своей статьи «Запах пороха» в газете «Отаџбина» был выслан из Сараева в Баня-Луку. Изгнание было произведено глубокой ночью, чтобы народному писателю и трибуну никто не аплодировал стоя. Богословы узнали, что поезд, в котором будет Кочич, прибудет на станцию Райловац в полночь и задержится на одну минуту. За час до прибытия поезда они покинули территорию тюрьмы и направились на железнодорожную станцию Райловац, минуя очередь в интернат. Поезд прибыл на станцию ровно в полночь. Связной показал из поезда, в каком вагоне находился Кочич. Хотя им и мешала полиция, богословам удалось добраться до его вагона. Когда Кочич заметил их, он протиснулся через полицейских к окну с распростертыми руками, как будто хотел их обнять. Один из богословов поприветствовал его, послав ему поддержку в стойкости на тернистом пути к свободе сербского народа и пожелав ему не сдаваться до возрождения свободы. Очень взволнованный, Кочич ответил богословам: «А вы, дорогие братья, как будущие национальные священники, с крестом в руке проповедуете войну, войну, войну Австрии». Во время визита Франца Фердинанда в Боснию и Герцеговину и Сараево в 1910 году релевским богословам было запрещено покидать семинарию во время его пребывания в Сараеве.
Военные неурядицы 1914—1915 годы отразились на количестве выпущенных питомцев. Так, в 1914/1915 году семинарию окончил один кандидат; 1915/1916 — 4; 1916/1917 — 12; 1917/1918 — 4; 1918/1919 — 3. До конца войны семинария работала в Релеве. В 1917 году она была перенесена в Сараево, в здание Церковного муниципалитета (Сербская начальная школа), недалеко от собора. Так как здание не соответствовало условиям интерната, стали серьезно задумываться о возведении нового здания. Хотя был найден участок земли и собраны значительные средства, новое здание не было построено, хотя в 1935 году было объявлено о строительстве по улице Воеводе Путник, затем в 1939 году возле железнодорожной станции Илия, на месте старого кладбища. Об этом упоминает Драгутин Франич в своей книге путешествий. Одним из профессоров был доктор Августин Бошнякович, настоятель Монастыря Гргетег.